# Jeziora Szackie
Jeziora Szackie – grupa ponad 30 jezior, znajdująca się w północno-zachodniej części obwodu wołyńskiego na Ukrainie, w okolicach miasta Szack.
Jeziora te leżą na międzyrzeczu Prypeci i Bugu, pośród dużych masywów leśnych, oraz na wododziale dwóch mórz: Morza Bałtyckiego i Morza Czarnego. Na początku XX w. przekopano kanał łączący Jezioro Świtaź z Prypecią łącząc jednocześnie zlewiska obu mórz. W dwudziestoleciu międzywojennym teren, na którym położone są jeziora, wchodził w skład Polski i znajdował się w powiecie lubomelskim należącym do województwa wołyńskiego. Obecnie Pojezierze Szackie leży zaledwie kilka kilometrów od granicy z Polską (8 km od Włodawy).
W okolicy jezior znajduje się wiele sanatoriów i ośrodków wypoczynkowych. W 1983 utworzono tutaj Szacki Park Krajobrazowy o powierzchni 32 515 ha. Obecnie, po rozszerzeniu, powierzchnia chronionego krajobrazu – Szacki Park Narodowy – zajmuje obszar 48 977 ha.
W ukraińskich słownikach toponimicznych przymiotnik "szacki" łączy się ze słowem "oszatnist" co tłumaczy się jako "piękno".

## Jeziora
- Jezioro Świtaź – powierzchnia ponad 26 km², drugie co do wielkości na Ukrainie, po jeziorze Jałpuh
- Jezioro Pulemieckie (lub jezioro Pulmo)[2] – powierzchnia 16,3 km²
- Jezioro Łukie – powierzchnia 6,8 km²
- Jezioro Lucemierz – powierzchnia 4,3 km²
- Jezioro Ostrowskie – powierzchnia 2,5 km²
- Jezioro Piaseczno – powierzchnia 1,86 km²
- Jezioro Krymno – powierzchnia 1,44 km²

i wiele mniejszych.